# スポーツ・ミュージアム山田コレクション
スポーツ・ミュージアム山田コレクション（スポーツミュージアムやまだコレクション）は、福井県福井市勝見にあった私営の博物館。

## 概要
福井県の実業家・山田勝三が自身の邸宅を改造し、スポーツ・カフェ山田コレクションとして2007年4月25日に開館。
入館料は大人1人1,000円であったが、ホームページにあった割引券をプリントアウトして持参するか、入口で入館料を払う際にセブン-イレブンのキャッチコピー言えば半額の500円となった。
自身が大ファンであった長嶋茂雄関連の収集物を中心に、各スポーツ界のスーパースターの実使用品などを始め、三重交通のバス停、ドラマの台本、古い家電製品やテレビ、セブン-イレブンの販促用景品、不二家の店頭に置かれていたペコちゃんの人形（『展示目的であり、転売はしません』と書かれた誓約書付き）など、ありとあらゆるものが展示、公開されていた。
展示品には、2004年に長嶋茂雄が脳梗塞で倒れた際に、長嶋家より売却された長嶋茂雄ゆかりの品々も含まれていた。この他、福井市内に在住していた経験のある小林繁や、山田と交友のある金本知憲に関するコレクションも多く、開館していた当時は正面入口に『ミスター&アニキ金本の聖地』と書かれた大きな看板が掲げられていた（当時の画像）。
この他、掛布雅之の愛車であったジャガーXJR-S、阪神甲子園球場で使用された掛布のネームボード、グラブ、自身の新聞記事のスクラップ台帳なども展示されていた。
2013年4月、同年初めに看板が外され、門が固く閉ざされていると報じられた。その後、館長の山田が同年8月に死去したこともあり、ミュージアムはそのまま再開されることなく閉館した。

## 閉館後
2014年10月1日より2015年8月31日まで、スポーツミュージアム・山田コレクションのアイテムは、特設サイト『Yokocho Premium Auction -山田コレクション-』にて、プロ野球選手のサイングッズ関連を中心に、MLB、サッカー、ゴルフ、F1、プロレス、音楽関連、昭和レトロ、おもちゃ、フィギュア等が10,000点以上オークション形式で販売された。
その後、山田コレクションであった建物は改装され、2016年4月より建物向かいの医療法人が運営する老人福祉施設「いちごの森」となっている。